# Johann Hermann August Capaun-Karlowa
Johann Hermann August Capaun-Karlowa, bis zu seiner Nobilitierung 1846 nur Capaun, (* 15. März 1804 in Bückeburg; † 19. Februar 1875 in Wolfenbüttel) war deutscher Beamter und Richter im Fürstentum Lippe.
Johann Hermann August Capaun studierte Rechtswissenschaften und trat 1824 als Referendar in den Schaumburg-Lippischen Staatsdienst ein. 1828 wurde er Kammeranwalt, 1830 Regierungsassessor und Archivar und 1840 Regierungsrat im Regierungskollegium des Fürstentums. 1846 erfolgte die Erhebung in den Adelsstand. Seitdem führte er den Namen Capaun-Karlowa.
Während der Märzrevolution vertrat er liberale Positionen und war führende Kraft in der lippischen Regierung. 1848 bis 1849 war der Vertreter des Fürstentums Lippe bei der Provisorischen Zentralgewalt. Ende 1849 stellte er sich auf die Seite des Parlamentes und unterstützte die Forderung nach der Einführung der ausverhandelten Verfassung. Fürst Leopold III. entließ die liberalen Vertreter in der Regierung, darunter Capaun-Karlowa am 29. November 1849.
1850 wurde er an das Oberappellationsgericht Wolfenbüttel versetzt, wo er 1867 Oberappellationsgerichtsrat wurde.
Sein Sohn Otto Karlowa wurde Rechtsprofessor.